# سیارک ۱۰۸۳۷
سیارک ۱۰۸۳۷ (به انگلیسی: 10837 Yuyakekoyake، نامگذاری:1994EJ1) ده هزار و هشتصد و سی و هفتمین سیارک کشف شده‌است که در ۶ مارس ۱۹۹۴ کشف شد.
قدر مطلق سیارک برابر ۴۴.۶ است.